# Serjania brevipes
Serjania brevipes là một loài thực vật thuộc họ Sapindaceae (bồ hòn). Đây là loài đặc hữu của Ecuador.